# Nedjem
| M29 | Aa29 | A1 |

| M29 | Aa29 | A1 |

Nedjem fue un príncipe del Antiguo Egipto durante la dinastía XVIII. Era hijo del faraón Amenofis II.
Se le conoce gracias a una única fuente; se le menciona junto con su hermano Webensenu en una estatua de Minmose, supervisor de los trabajos en Karnak.